# Саровское городище
Саровское городище (название археологического памятника) или Пургасово городище (наименование в документах XVII века) — археологический памятник мордвы XII—XIII вв. н. э., расположенный в историческом центре города Сарова на мысу, образованном реками Саровкой и Сатисом, и занимающий около 44 га. Твердыня была укреплена 5 земляными валами и рвами, формировавшими 4 изолированные площадки (т. н. «грады»): 3 малых, примерно одинакового размера, и 1 очень большую. Появление укрепленного поселения связывают с образованием Пургасовой волости, а прекращение его существования — с победным походом половцев и Атямаса, сына князя Пуреша, на княжество Пургаса в 1229/1230 году. Открыто в 1990 году, исследовалось в 1993—1995 и 2018 годах.